# Woldeghiorghis Mathewos
Woldeghiorghis Mathewos (* 22. Juni 1940 in Wassera, Äthiopien) ist ein äthiopischer Geistlicher und emeritierter Apostolischer Vikar von Hosanna.

## Leben
Woldeghiorghis Mathewos besuchte von 1960 bis 1962 die St. Anthony’s High School di Goa in Indien. Von 1962 bis 1969 studierte er am Päpstlichen Seminar „Saint Peter“ in Bangalore (Indien) Philosophie und Theologie. 
Am 4. Mai 1969 wurde Mathewos zum ersten einheimischen Priester im Apostolischen Vikariat Soddo-Hosanna geweiht. Danach war er von 1969 bis 1978 Direktor des Katechesezentrums des Vikariats und Ausbilder am Kleinen Seminar in Oletta. Von 1978 bis 1981 war er Sekretär des Apostolischen Vikars und stellvertretender Vikar. Danach war er von 1981 bis 1994 Pfarrer in den Pfarreien Hosanna und Wassera. Es schloss sich von 1995 bis 2004 die Verwendung als Rektor des Propädeutischen Seminars Hosanna an. Als Spiritual des Großen Seminars Soddo-Hosanna in Addis Abeba und stellvertretender Rektor des Seminars war er von 2005 bis 2010 tätig. 
Am 20. Januar 2010 ordnete Papst Benedikt XVI. die Errichtung des neuen Apostolischen Vikariats Hosanna an und ernannte Woldeghiorghis Mathews zum Apostolischen Vikar von Hosanna und zum Titularbischof von Turuda. Der Metropolit und Erzbischof von Addis Abeba Berhaneyesus Demerew Souraphiel CM spendete ihm am 11. April 2010 die Bischofsweihe. Als Mitkonsekratoren assistierten die Bischöfe Rodrigo Mejía Saldarriaga SJ, Apostolischer Vikar von Soddo, und Giovanni Migliorati, Apostolischer Vikar von Awasa.
Papst Franziskus nahm am 8. April 2017 seinen altersbedingten Rücktritt an.